# XTree
XTreeGold — файловый менеджер, изначально разработанный для DOS. Издавался Executive Systems, первая версия вышла 1 апреля 1985 года и стала очень популярна. Программа имела текстовый интерфейс пользователя, хотя и содержала ряд элементов, характерных для графического интерфейса.
Программа занимала свою нишу на рынке ПО: DOS поставлялся только с интерфейсом командной строки или (несколько позднее) неудачным файловым менеджером DOS Shell, поставляемой с MS-DOS 4.0. По сравнению с последним XTree работал быстрее и имел дополнительные возможности, такие, как поддержка ZIP-архивов и возможность восстановления файлов. Ещё одним преимуществом программы был малый объём занимаемой оперативной памяти, в связи с барьером в 640 КБ это было достаточно актуально.

## История
Начиная с самых ранних версий XTree имел такие особенности, как вывод списка всей ветки дерева каталогов файловой системы, включая подкаталоги, или даже всего диска, а также просмотр файлов в текстовом или шестнадцатеричном формате, в зависимости от их расширения.
В 1988 году была выпущена расширенная версия XTreePro, в которую были добавлены средства для работы с несколькими дисковыми устройствами, улучшены показатели быстродействия, а клавиатурные команды были приближены к соответствующим командам DOS. В конце того же года появилась версия с поддержкой Novell NetWare. В XTreeProGold/XTreeGold, ставшими наследниками Xtree Pro в 1989 году, добавился интерфейс с раскрывающемся меню, дополнительные форматы просмотра файлов и возможность открытия второй панели для работы в стиле Norton Commander. В том же 1989 году вышел продукт XTreeMac, представлявший собой перенос идей XTree в среду графического интерфейса Mac OS.
В 1992 году был выпущен XTree для Windows. В данном продукте отсутствовали такие черты DOS версии, как восстановление удалённых файлов и встроенный редактор. Она также загружалась и работала заметно медленнее, чем Xtree для DOS и другие файловые менеджеры для Windows. Несмотря на то, что такие функции, как встроенная поддержка сжатия файлов и широкий набор просмотрщиков файлов делали его наиболее мощным файловым менеджером Windows на 1992 год, успеха компании-создателю это продукт не принёс. В 1993 году она была продана Central Point Software, в свою очередь приобретённой в 1994 Symantec. В 1995 году разработка XTree была официально остановлена. Впрочем, выпущенный в марте 1996 года Symantec файловый менеджер Norton NT Tools с полностью настраиваемым интерфейсом имел режим совместимости с XTree. В том же 1996 году появились первые версии сторонних клонов XTree: ZTreeWin и YTree. Дистрибуция XTreeGold for Windows была официально прекращена 1 декабря 1997 года (а 26 мая 1998 года закончились также официальные поставки ранее приобретённого Symantec файлового менеджера Norton Navigator).

## Клоны

yTree

Популярность программы после прекращения её разработки и продажи побудила многих энтузиастов развивать различные её клоны для современных операционных систем. Создатель XTree Джефри Джонсон назвал преемником своей программы для современного Windows ZTreeWin. Альтернативой ему могут служить, к примеру, такие файловые менеджеры, как XFile или свободно распространяемый eXtreme. Для UNIX-подобных ОС, включая Linux, доступны такие свободные и открытые файловые менеджеры, как Unixtree и Ytree.
| Файловый менеджер | Операционная система | Условия распространения | Последняя версия                              |
| ----------------- | -------------------- | ----------------------- | --------------------------------------------- |
| ZTreeWin          | Windows              | Shareware               | 2.2 (27 мая 2011), 2.4.39 β (26 августа 2011) |
| ZTreeBold         | OS/2                 | Shareware               | 1.8 (1993), 1.94a (4 июля 2002)               |
| eXtreme           | Windows 32/64        | Freeware                | 1.6 (16 марта 2011)                           |
| XFile             | Windows              | Shareware               | 2.021 (21 февраля 2008)                       |
| Unixtree          | Linux/UNIX           | GPL                     | 3.0.2 (29 марта 2005)                         |
| Ytree             | Linux/UNIX           | GPL                     | 2.03 (1 января 2021)                          |